# Тюково (Татарстан)
Тю́ково (тат. Түке) — село в Актанышском районе Республики Татарстан Российской Федерации. Административный центр Тюковского сельского поселения.

## География
Село находится в Восточном Закамье на реке Базяна, в 32 км к юго-западу от районного центра, села Актаныш.

## История
До 1860-х годов жители относились к сословиям башкир-вотчинников (Мушугинской тюбы Булярской волости) и тептярей. 
В 1795 году были учтены 22 башкира и 160 тептярей; в 1859 году — 117 башкир и 398 тептярей; в 1912—1913 годах — 269 башкир-вотчинников и 493 тептяря-припущенника.
Житель села — башкир Нугуман Халитов сын Тойсин в составе V башкирского полка принимал участие в Отечественной войне 1812 года.
Сохранившиеся не полностью документы IV ревизии (1782 г.) фиксируют наличие в деревне Тюкова 3 душ мужского пола тептярей.

## Население
| 1795 | 1816 | 1859 | 1870 | 1884 | 1897 | 1906 | 1913 | 1920 | 1926 | 1938 | 1949 | 1958 | 1970 | 1979 | 1989 | 2002 | 2010 | 2015 |
| ---- | ---- | ---- | ---- | ---- | ---- | ---- | ---- | ---- | ---- | ---- | ---- | ---- | ---- | ---- | ---- | ---- | ---- | ---- |
| 182  | 187  | 352  | 470  | 609  | 576  | 703  | 762  | 737  | 555  | 646  | 480  | 461  | 655  | 573  | 428  | 366  | 421  | 388  |

Национальный состав
Согласно результатам переписи 2002 года, в национальной структуре населения села татары составляли 99%.

### Комментарии
1. ↑  Расстояние измерено с помощью инструментария Яндекс.Карты
2. ↑  души мужского пола
3. ↑  душ мужского пола